# Астраханско ханство
Астраханското ханство e татарска държава, възникнала след разпадането на Златната орда и просъществува през 16 век в земите на Долното Поволжие. Столица на ханството е град Аждархан (срещан и като Хаджи-Тархан), разполагал се е на десния бряг на Волга, на 12 км от съвременния град Астрахан.
Основателят на самостоятелното Астраханско ханство е Махмуд, бивш хан на Голямата орда. След като губи борбата за власт от своя брат Ахмат, около 1460 г., идва в Астрахан, където създава независима държава. Пълна самостоятелност Астраханското ханство получава едва в началото на 16 век, след окончателния разгром на Голямата орда от Кримското ханство през 1502 година. Дотогава владетелите на Астраханското ханство, въпреки че се ползвали с известно самоуправление, са васални поданици на Голямата орда.
Астраханските ханове принадлежат към рода на Джучи, и са потомци на Тукай Тимур, по-малкия брат на Бату хан. От последния, той получава удел (област), в който влизали полуостров Мангишлак, Прикаспийската низина и земите на аланите в Северен Кавказ. Вероятно потомците на Тукай Тимур и след това продължили да контролират тези земи, а по-късно заели престола в Кримското, Казанско, Астраханско, Бухарско и Касимовското ханство.
През 1556 г. Астраханското ханство е завоювано и присъединено към Руската държава. Последният хан, Дервиш Али бяга в Азов при османците.